# Wola Wężykowa
Wola Wężykowa – wieś w Polsce położona w województwie łódzkim, w powiecie łaskim, w gminie Sędziejowice. Miejscowość leży przy drodze wojewódzkiej nr 481 z Łasku do Wielunia.
Do 1931 roku istniała gmina Wola Wężykowa. W latach 1975–1998 miejscowość administracyjnie należała do województwa sieradzkiego.

## Historia
Wola Wężykowa (pierwotnie Wola Grabicka) pojawia się w źródłach pisanych w 1368 r. Na początku XV w. stanowiła centrum klucza Wężyków. W ciągu XV w. rodzina ta rozprzestrzeniła się, przyjmując od posiadanych wsi nowe nazwiska. Wola Wężykowa pozostała jednak główną siedzibą rodu. Urodził się tu Jan Wężyk – interrex I Rzeczypospolitej w latach 1632-1633, arcybiskup gnieźnieński i prymas Polski w latach 1627-1638, biskup poznański 1624-1627, biskup przemyski 1619-1624 i  sekretarz królewski. W dniu 23 lutego 1633 r. koronował on Władysława IV. Spoczywa w kolegiacie łowickiej, w kaplicy swego imienia.

## Zabytki
Ok. 300 m od drogi, wśród rozlewisk i podmokłych łąk zachowały się resztki murów dawnego dworu obronnego, funkcjonującego od XVI w. do 2 poł. XVIII w. - głównej siedziby Wężyków Widawskich. W 1927 r. ówcześni właściciele rozebrali mury tego dworu, zużywając cegły na budowę domu.
W pobliskim parku inny dwór, który do 1939 r. należał do Rogowskich, a po wojnie został wykupiony przez Kazimierza Ziółkowskiego. 